# Publicación desde una sola fuente
La publicación desde una sola fuente (del inglés single-source publishing) o SSP (su acrónimo en inglés) es un método de administración de contenido que permite la publicación ilimitada de un documento en diferentes soportes de medios. El laborioso y costoso trabajo de edición solo debe realizarse una vez en un solo documento; ese documento original (la única fuente) se puede almacenar en un solo lugar, así como permite su reutilización o la vinculación a otros archivos (como plantillas, archivos de medios, base de datos bibliográfica o secciones repetitivas). Esto reduce la posibilidad de error ya que las correcciones solo se realizan en el documento de origen.
Los beneficios de la SSP son principalmente para el editor y no para el usuario. El usuario se beneficia de la coherencia que aporta el uso de una única fuente. Esto supone que la persona administradora del contenido (quien por lo general es el editor) tiene la información organizada. Una organización deficiente puede hacer que este tipo de publicación sea menos útil. La publicación desde una sola fuente a veces se usa como sinónimo de publicación multicanal, aunque su sinonimia es un tema de discusión.

## Definición
La publicación desde una sola fuente suele entenderse como la producción de un único documento para su conversión repetitiva y con un mínimo esfuerzo a diferentes formatos de archivo (legibles por humanos o no). La carga de trabajo en la producción de diversos soportes se delega a las herramientas de conversión en lugar de recaer en un trabajo manual de la persona que administra el contenido.
La publicación multicanal puede comprenderse como sinónimo de la SSP aunque hace énfasis en la adaptación (manual o automatizada) de la fuente a cada uno de los soportes destino. Debido a la variabilidad de soportes, en la actualidad las herramientas para la conversión desde una sola fuente permiten la personalización de sus soportes destino. Esto hace que la diferencia entre la SSP y la publicación multicanal continúe en la ambigüedad.
Hasta la fecha no existe un lineamiento oficial que especifique las diferencias entre la SSP y la publicación multicanal. Tampoco hay órganos rectores oficiales que proporcionen una definición a ambos tipos de publicación. Pese a estas carencias, existe una comunidad para las personas que están interesadas en las posibilidades de la SSP para la publicación académica.

## Crítica
A la publicación desde una sola fuente por lo general se le critica la baja calidad de sus soportes destino, lo que lleva a algunos críticos a describirla como el «ensamblaje sobre una cinta transportadora». Sin embargo, la calidad puede no ser un inconveniente si la persona que administra el contenido cuenta con experiencia en el uso de herramientas de conversión. Además, el encarecimiento de los costos para la publicación, así como la evaluación del trabajo científico a partir de la publicación constante (fenómeno que se conoce con la expresión «publica o muere»), hace de la SSP una metodología afín para la disminución en los costos de publicación y en el tiempo necesario para la producción de los soportes.
Otra crítica de este tipo de publicación es sobre la indexación y la traducción a otros idiomas. Si bien dos palabras pueden ser sinónimos en un idioma, es posible que no lo sean en otro. En la SSP los objetos indexados se traducirán de manera automática, por lo que estas dos palabras serán tratadas erróneamente como sinónimos. No obstante, esta crítica hace referencia a un problema en la organización de los procesos y no a las capacidades de la SSP. La producción multilingüe desde una sola fuente puede partir del documento generado por alguna herramienta o plataforma de internacionalización y localización para delegar el trabajo de indexación y traducción a un proceso previo a la conversión de la única fuente en distintos soportes.

### Lista de herramientas
- Adobe Robohelp
- Apache Cocoon
- Apache Forrest
- AsciiDoc
- org-mode
- Oxygen XML
- Pandoc
- PubPub
- Sphinx